# Sahyadria
Genre
Sahyadria est un genre de poissons téléostéens de la famille des Cyprinidae (ordre des Cypriniformes). 
Ce genre n'est plus représenté depuis que les espèces Sahyadria chalakkudiensis et Sahyadria denisonii ont été reclassées dans le genre Dawkinsia.

## Répartition
Les espèces précédemment classées dans le genre Sahyadria sont endémiques de l'Inde où elles se rencontrent dans les rivières et ruisseaux des Ghâts occidentaux.

## Classification
Le nom valide complet (avec auteur) de ce taxon est Sahyadria Raghavan (d), Philip (d), Ali (d) & Dahanukar (d), 2013,. Ce genre a été créé avec comme espèce type 'Labeo denisonii F. Day, 1865. Les espèces que les auteurs ont classées dans ce genre l'étaient auparavant dans le genre Puntius.

## Étymologie
Le nom de ce genre est dérivé du mot « Sahyadri », un nom local pour les Ghâts

## Publication originale
- (en) Rajeev Raghavan, Siby Philip, Anvar Ali et Neelesh Dahanukar, « Sahyadria, a new genus of barbs (Teleostei: Cyprinidae) from Western Ghats of India », Journal of Threatened Taxa, Wildlife Information Liaison Development Society (d), vol. 5, no 15,‎ 26 novembre 2013, p. 4932-4938 (ISSN 0974-7893 et 0974-7907, DOI 10.11609/JOTT.O3673.4932-8, lire en ligne).